# لایبوخ
لایبوخ (به آلمانی: Lieboch) یک منطقهٔ مسکونی در اتریش است که در گراتس اومگبونگ واقع شده‌است. لایبوخ ۱۱٫۷۶ کیلومتر مربع مساحت دارد ۳۳۴ متر بالاتر از سطح دریا واقع شده‌است.